# Jon Lynn Christensen
Jon Lynn Christensen, född 20 februari 1963 i St. Paul i Nebraska, är en amerikansk republikansk politiker. Han var ledamot av USA:s representanthus 1995–1999.
Christensen avlade 1985 kandidatexamen vid Midland Lutheran College och 1989 juristexamen vid South Texas College of Law. Han efterträdde 1995 Peter Hoagland som kongressledamot och efterträddes 1999 av Lee Terry. Mike Johanns besegrade Christensen i republikanernas primärval inför guvernörsvalet i Nebraska 1998.